# Шефство

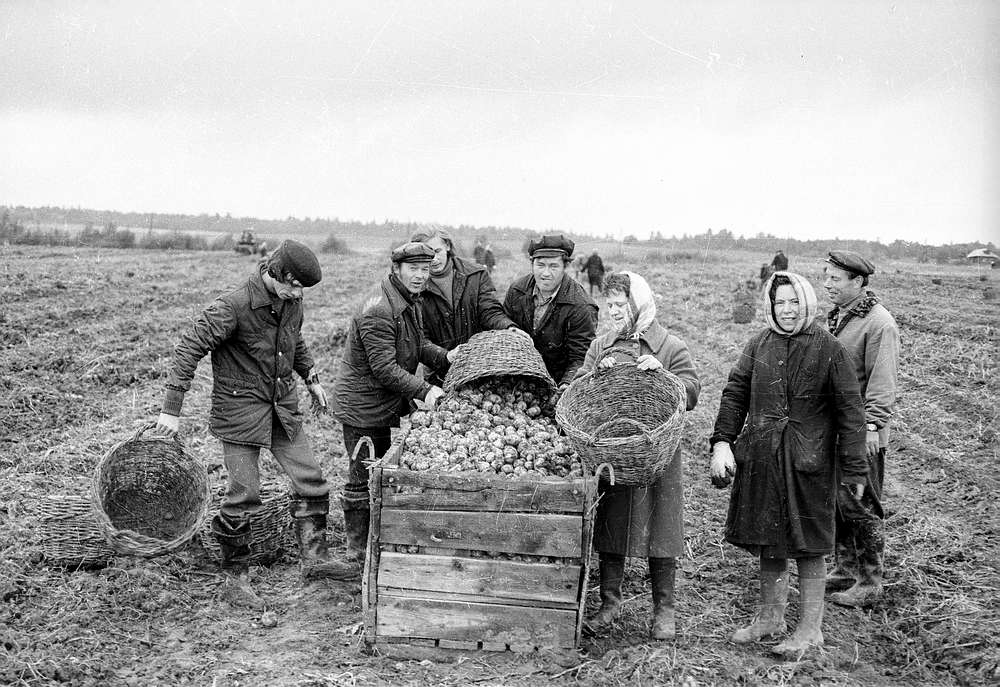
Работники мебельного цеха оказывают шефскую помощь совхозу «Глебовский»

Ше́фство, шефская помощь (от слова шеф) — общественная деятельность в форме оказания конкретным сильным в данной области субъектом-шефом (от человека до организации) экономической, культурной, политической или иной безвозмездной систематической помощи конкретному более слабому объекту-подшефному. Шефская помощь была распространена в СССР, где, например, встречались шефство промышленности и учебных заведений над сельским хозяйством, отличников над неуспевающими, опытных рабочих над молодыми рабочими и т. п.

## Шефство над детьми из сиротских учреждений
Существует персональное шефство над детьми из сиротских учреждений, созданное для того, чтобы у детей, имеющих малый шанс на усыновление, был опыт длительных, регулярных отношений с конкретным взрослым близким человеком. Главная цель такого шефства — расширить кругозор детей и помочь им в социализации. Законодательно шефская помощь не прописана.
Существует несколько видов персонального шефства:
- Личное персонально шефство (наставничество). В таком случае шеф регулярно приезжает к ребёнку и проводит с ним индивидуальные занятия, общается, уделяет внимание. Некоторые шефы оформляют гостевой режим и берут детей домой на выходные дни;
- Шефство по переписке. Таким шефом может стать любой совершеннолетний пользователь интернета, зарегистрировавшийся на посвящённом шефству по переписке сайту. Он должен писать ребёнку письма и слать подарки не реже двух раз в год на день рождения и Новый Год.[4]

## В ГДР
В ГДР предприятия могли брать шефство над школами, культурными учреждениями, полицией и сельскохозяйственными кооперативами.